# Bệnh động mạch vành
Bệnh tim mạch vành (BTMV) là tên gọi cho một số bệnh tim do mạch máu vành tim bị nghẽn đưa đến tình trạng cơ tim bị thiếu dưỡng khí. Các tên gọi khác của bênh này là bệnh mạch vành, bệnh động mạch vành, bệnh tim do xơ vữa động mạch, bệnh tim thiếu máu cục bộ.

## Triệu chứng
Đau thắt ngực (ĐTN) là triệu chứng thường gặp và điển hình của bệnh mạch vành.
- Tính chất đau: cảm giác như bó chặt hoặc đè nặng, hoặc ngược lại như nhói châm, ran, có khi là cảm giác nóng rát. Bệnh nhân hay mô tả là nhiệt hoặc hỏa bốc lên từ chính giữa ngực lên nghẹn ở cổ, hoặc bóp nghẹt lấy cổ gây cảm giác khó thở hoặc ngộp thở.
- Đôi khi bệnh nhân chỉ thấy hồi hộp, hẫng, hụt hơi và mệt ở ngực mà thôi, kèm theo đó có thể là chóng mặt, hoảng hốt, đau nhẹ ở tim (đau ngực, đau nhói ở ngực...)
- Đau thường lan tỏa: lan xuyên lồng ngực, ra phía sau, lên phía hai vai, có khi dọc từ cánh tay xuống cẳng tay...
- Đau sườn phải là do máu bị ứ đọng ở vùng gan

## Nguyên nhân
Bệnh chủ yếu là sự tích tụ mảng xơ vữa động mạch bên trong thành động mạch cung cấp máu đến cơ tim. Thông thường cơn đau thắt ngực có thể xảy ra khi động mạch vành bị hẹp trên 50% khẩu kính của lòng mạch. Khi hoạt động thể lực, cơ thể cần nhiều oxy hơn nên cơ tim phải làm việc nhiều hơn. Nếu một nhánh của động mạch bị hẹp, sự cung cấp máu cho vùng cơ tim tương ứng trở lên không đầy đủ. Cơ tim bị thiếu máu và thiếu oxy gây đau thắt ngực.
Bệnh động mạch vành không nhất thiết phải xảy ra một cách từ từ. Nếu mảng xơ vữa bị vỡ ra có thể gây tắc mạch đột ngột hay tạo thành cục huyết khối (máu đông) gây tắc mạch. Lúc này động mạch bị tắc hoàn toàn gây ra nhồi máu cơ tim.

## Diễn biến
Bệnh có thể diễn tiến hàng thập kỉ trước khi có biểu hiện lâm sàng. Sau nhiều thập kỉ tiến triển, một số mảng xơ vữa có thể gây hẹp hoặc vỡ và (cùng với sự kích hoạt hệ thống đông máu) bắt đầu giới hạn lưu lượng máu đến cơ tim. Hiện nay có quan điểm cho rằng quá trình viêm nội mô động mạch thúc đẩy tiến triển của bệnh, mặc dù chi tiết chưa được biết rõ.
Tùy theo độ nghẽn của mạch vành, người bệnh có thể có nhiều triệu chứng khác nhau như đau thắt ngực hay biến chứng nhồi máu cơ tim và chết.

## Chữa trị
- Người bệnh phải dùng thuốc dài hạn, từ năm này qua năm khác và phải được khám đều đặn theo hướng dẫn của bác sĩ chuyên khoa tim. Vì bệnh có liên quan đến một loạt các căn bệnh khác như tăng huyết áp, tiểu đường, nhồi máu cơ tim, bệnh nhân cần phải tập luyện thế dục hằng ngày và ăn kiêng đều đặn.
- Điều trị nội khoa: điều trị băng thuốc, có thể dùng một hoặc nhiều loại thuốc kết hợp với nhau - vasopolis đơn độc, dùng lâu dài hoặc kết hợp với các nhóm hạ mỡ máu (cholesterol máu) trong 1 giai đoạn đầu.
- Điều trị ngoại khoa: phẫu thuật làm cầu nối chủ - vành, kỹ thuật nong động mạch vành, đặt stent.

## Phòng bệnh
- Thay đổi chế độ ăn uống sinh hoạt hàng ngày: hạn chế ăn mỡ động vật, cai rượu bia, cai thuốc lá, giảm cân, kiểm soát huyết áp, đường huyết, tập thể dục đều đặn...
- Phòng bệnh mạch vành, tăng mỡ máu bằng các thảo dược (vasopolis).